# Silvia Favento
Silvia Favento (Trieste, 4 aprile 1985) è un'ex cestista italiana.
Ala di 185 cm, gioca da diverse stagioni in Serie A1. Ha giocato tre europei con le nazionali italiane giovanili ed è stata nel giro della Nazionale maggiore.

## Caratteristiche tecniche
Silvia Favento ha nel tiro da tre il suo punto di forza ed è una giocatrice tatticamente duttile.

## Carriera

### Nei club
Ha esordito nella massima serie con Schio, con cui ha giocato anche l'Eurolega. Ha poi giocato a Chieti, Alghero, Ribera, Pozzuoli e Priolo.
Il 4 maggio 2013 ottiene la promozione in Serie A1 con la Virtus Basket Spezia al termine della finale play-off vinta sul Minibasket Battipaglia.

### In Nazionale
Ha giocato nelle nazionali giovanili e ha partecipato a dei raduni con la nazionale maggiore. In totale ha disputato tre campionati europei: nel 2001 con le allieve, nel 2002 con le cadette e nello stesso anno con le juniores.

## Statistiche

### Presenze e punti nei club
Statistiche aggiornate al 30 giugno 2013
| Stagione        | Squadra                 | Competizione | Partite | Partite | Partite | Statistiche tiro | Statistiche tiro | Statistiche tiro | Altre statistiche | Altre statistiche | Altre statistiche | Altre statistiche | Altre statistiche |
| Stagione        | Squadra                 | Competizione | Pres.   | Titol.  | Minuti  | Tiri da 2        | Tiri da 3        | Liberi           | Rimb.             | Assist            | Rubate            | Stopp.            | Punti             |
| --------------- | ----------------------- | ------------ | ------- | ------- | ------- | ---------------- | ---------------- | ---------------- | ----------------- | ----------------- | ----------------- | ----------------- | ----------------- |
| 2002-2003       | Famila Schio            | Serie A1     | 9       |         | 46      | 6/14             | 2/12             | 3/5              | 10                | 0                 | 5                 |                   | 21                |
| 2003-2004       | Famila Schio            | Serie A1     | 5       | 0       | 22      | 3/7              | 0/3              | 3/3              | 2                 | 0                 | 0                 | 0                 | 9                 |
| 2004-2005       | Carichieti Chieti       | Serie A1     | 32      | 0       | 604     | 39/77            | 25/91            | 15/22            | 83                | 8                 | 24                | 0                 | 168               |
| 2005-2006       | Terra Sarda Alghero     | Serie A1     | 29      | 18      | 856     | 38/91            | 37/127           | 27/44            | 85                | 18                | 50                | 1                 | 214               |
| 2006-2007       | Mercede Alghero         | Serie A1     | 16      | 12      | 554     | 39/102           | 24/84            | 37/47            | 52                | 12                | 36                | 2                 | 187               |
| 2007-2008       | Banco di Sicilia Ribera | Serie A1     | 23      | 8       | 530     | 34/75            | 24/67            | 24/35            | 70                | 12                | 25                | 0                 | 164               |
| 2008-2009       | GMA Phonica Pozzuoli    | Serie A1     | 25      | 14      | 557     | 16/45            | 32/82            | 20/28            | 77                | 12                | 34                | 0                 | 148               |
| 2009-2010       | Erg Power&Gas Priolo    | Serie A1     | 27      | 9       | 452     | 22/43            | 22/50            | 24/32            | 37                | 4                 | 13                | 0                 | 134               |
| 2010-2011       | Erg Priolo              | Serie A1     | 23      | 2       | 396     | 24/58            | 16/48            | 18/24            | 61                | 20                | 25                | 0                 | 114               |
| 2011-2012       | Erg Priolo              | Serie A1     | 26      | 7       | 489     | 36/82            | 13/54            | 21/27            | 58                | 7                 | 19                | 2                 | 132               |
| 2012-2013       | Elite Virtus La Spezia  | Serie A2     | 24      | 22      | 763     | 94/194           | 33/102           | 34/46            | 141               | 15                | 53                | 3                 | 321               |
| Totale carriera |                         |              |         |         |         |                  |                  |                  |                   |                   |                   |                   |                   |

## Palmarès
- Campionato italiano di Serie A2: 1
Virtus Spezia: 2012-13